# Terrapene coahuila
La tortuga de Cuatro Ciénegas, o tortuga negra (Terrapene coahuila), también conocida como tortuga de caja de Coahuila, o tortuga de caja de agua; es una tortuga de caja de la familia Emydidae, y pertenece al género Terrapene. Es endémica de la región de Cuatro Ciénagas del Desierto Coahuilense en México. Está considerada como Amenazada (A) por la NOM-059-SEMARNAT-2010. La sistemática de T. coahuila no está completa, son necesarios más estudios utilizando análisis de multi-caracteres para auxiliar en determinar si ciertas características son ancestrales o derivadas (Brown, 1971).

## Descripción
La especie Terrapene coahuila presenta un número de cromosomas de 50:26 macro y 24 micro (Killebrew, 1977). Las hembras adultas alcanzan por lo menos 150 mm de longitud de caparazón (promedio 101 mm), mientras los machos alcanzan por lo menos 168 mm (promedio 101 mm). El caparazón de los adultos es relativamente corto, angosto y elongado, es de color café oscuro y ligeramente unicarinado. El caparazón de los juveniles contiene vermiculaciones amarillas finas. El primer escudo vertebral es básicamente en forma de cuña. El plastrón es amarillo, algunas veces con costuras oscuras, y no esta posteriormente emarginado. La bisagra del plastrón separa los escudos abdominal y pectoral al nivel de la quinta marginal. El largo de la costura interpectoral, tiene un promedio del 30 % de la longitud del lóbulo plastral anterior. La costural interhumeral es relativamente larga, con un promedio del 20% de largo del lóbulo, plastral anterior. La costura inter-femoral es relativamente corta, con promedio de 11% de la longitud del lóbulo plastral posterior. El lóbulo plastral posterior es profundamente cóncavo en machos adultos, plano o convexo en hembras adultas. La cabeza es gris clara a gris oscura (comúnmente marbolizada obscura), en adultos; los juveniles poseen una línea postocular amarilla. El iris es de color café con destellos amarillos en machos adultos, y amarillo con destellos cafés en las hembras adultas. La piel en las extremidades generalmente es amarilla con cada escama rodeada de color oscuro. Cuatro dígitos están presentes en las patas, el dedo medio del macho no rota hacia dentro. El cráneo tiene una barra postorbital ancha y pesada (Iverson, 1982). Terrapene coahuila es el única miembro del género Terrapene con bursa cloacal (Ernst y Barbour, 1989).
Los 11 ejemplares, (paratipos) miden de longitud de caparazón entre 135 a 155 mm. El radio del ancho de la longitud del caparazón varía entre 0.65 a 0.68 (en promedio 0.66). Este se compara con 0.69 a 0.79 en Terrapene klauberi de Sonora. La altura del caparazón es de 0.40 a 0.45 de longitud (0.40-0.43 en machos, 0.42-0.45 en hembras), comparado con 0.44-0.50 en hembras de Terrapene kaluberi. Ambos radios son significativamente menores en la forma nueva de Terrapene goldmani en las tierras bajas de San Luís Potosí (Schmidt y Owens, 1944).
Terrapene coahuila se parece más a Terrapene carolina que a Terrapene ornata (Webb et al. 1963).
La especie semiacuática T. coahuila es más densa que la especie terrestre T. carolina (Williams y Hann, 1964).
La longitud del caparazón en las poblaciones estudiadas por Brown (1971) de T. coahuila, son notablemente más pequeñas que T. carolina, T. ornata y T. nelsoni.

## Distribución
Esta especie es endémica de la región de Cuatro Ciénegas del Desierto Coahuilense conocida solo de la localidad tipo Cuatro Ciénegas Coahuila (Milstead, 1960).

## Hábitat
Cinco especímenes de T. coahuila se recolectaron en agosto de 1959 en un área cenagosa, cinco millas al oeste de Cuatro Ciénegas Coahuila, se encontraron en un pasto entre ocho y 14 pulgadas de altura con agua cercana (de dos a ocho pulgadas de profundidad), esta especie de Terrapene se ve muy ágil en agua en comparación con otras tortugas como T. ornata y T. carolina (Williams, 1960).
Habita en ambientes acuático naturales (lagunas y posas); en ambientes lóticos (agua corriente) de canales y arroyos; se encontró en marismas de la Cuenca de Cuatro Ciénegas, (Webb et al., 1963).
Habita en pantanos y estanques de aguas poco profundas, de fondos lodosos y vegetación acuática abundante (Pritchard, 1979).
T. coahuila es una tortuga acuática que se encuentra en aguas someras con fondos blandos con abundantes plantas como Nymphea y Phragmites. Se le encuentra en aguas de corriente lenta (Ernst y Barbour, 1989).

## Macroclima
Los tipos de climas que existen donde se distribuye esta especie son BWhw Muy árido, semicálido, temperatura entre 18 °C y 22 °C, temperatura del mes más frío menor de 18 °C, temperatura del mes más caliente mayor de 22 °C; lluvias de verano del 5% al 10.2% anual.
BSohw Árido, semicálido, temperatura entre 18 °C y 22 °C, temperatura del mes más frío menor de18 °C, temperatura del mes más caliente mayor de 22 °C; lluvias de verano del 5% al 10.2% anual (Arriaga et al. 2000).

## Uso de hábitat
El rango geográfico de T. coahuila es determinado por la extensión de los sistemas acuáticos, que probablemente cubren 300 millas cuadradas (Webb et al. 1963). Las ciénegas están densamente pobladas por T. coahuila, y los ríos y canales parece que soportan pequeñas y dispersas poblaciones (Brown, 1971).

## Estrategia trófica
Terrapene coahuila es omnívora y carroñera; una tortuga defecó semillas romboidales (Webb et al., 1963).
En cautiverio, tres de los cinco ejemplares de Terrapene coahuila se alimentaron de peces pequeños, que se proporcionaron muertos en una superficie cerca, y vivos en un recipiente de tres pulgadas de profundidad. No hicieron el intento de capturar los peces al colocarlos en recipientes de 10 galones. También se les ofrecieron cucarachas (Williams, 1960).
De acuerdo a Brown (1974) T. coahuila es un forrajeador oportunístico, que se alimenta de insectos (50.7%) y de plantas (45.7%).
Pritchard (1979) comenta que se alimenta de insectos y plantas acuáticas. T. coahuila es omnívora se puede alimentar tanto en el agua como fuera. En el medio silvestre se alimenta de Chara sp., y Eleocharis sp., así como insectos, crustáceos, caracoles y pequeños peces. En cautiverio acepta una variedad de alimento como peces, lombrices, insectos, lechuga y fruta. Terrapene coahuila es un forrajeador activo, cazando a sus presas, pero probablemente es carroñero (Ernst y Barbour, 1989).
La dieta es altamente variada, consistiendo en invertebrados pequeños, incluyendo caracoles, insectos y otros artrópodos, peces y carroña encontrados al forrajear. También incluye plantas acuáticas de varios tipos. Sin embargo son muy versátiles en la búsqueda de presas, se guían tanto por el olfato como por la visión, olfateando en la hojarasca, escarbando para sacar larvas de insectos, y hasta trepando en arbustos bajos (Lemos y Smith, 2007a).

## Biología de poblaciones
Los datos colectados entre 1964 y 1967 revelan que la densidad poblacional se encuentra entre 133 y 156 individuos/Ha en ciertas localidades. Brown (1971) comenta que en un documento próximo a salir, la estimación de la densidad poblacional de T. coahuila en las ciénegas es de 60 adultos por acre (0.405 hectáreas). No se cuenta con el dato sobre el tamaño poblacional, pero se encontraron densidades de 54 a 63 tortugas adultas por Acre (0.405 hectáreas) (Pritchard, 1979). Milstead (1960) comenta que T., aparentemente, es muy abundante en la localidad tipo, y quizás se puedan encontrar en otras localidades del área.

## Comportamiento
Webb et al., (1963) comentan que en su viaje, las tortugas se entierren en lodo blando, un individuo que se colocó en la superficie del lodo, en unos segundos se enterró. Las especies en cautiverio permanecen mucho tiempo bajo agua, algunas veces con los ojos cerrados. De acuerdo con Lemos y Smith (2007), estas tortugas son encontradas en tierra o agua, pero siempre por lo menos cerca del agua. Son capaces de bucear (o sumergirse), a diferencia de otras especies del género. Pasan mucho tiempo enterradas en el lodo o refugiándose debajo de vegetación colgante. Brown (1974) estimó que el ámbito hogareño de un individuo fue de un diámetro de 25.6 m. Sin embargo, en la temporada de lluvias los individuos pueden desviarse de este ámbito hogareño (Webb et al., 1963). Su área de actividad es pequeña, aproximadamente de 26 m (Lemos y Smith, 2007).

## Reproducción
Se ha observado que en cautiverio los huevos se ponen en el fondo del acuario (Webb et al. 1963).
Brown (1971) analizó el tamaño y dimorfismo sexual de una población de 164 tortugas de Cuatrociénegas Coahuila, obtuvo que la relación bivariada entre las medidas del caparazón y plastrón de siete ejemplares indican una fuerte relación de dimorfismo sexual entre la relación altura/longitud del caparazón (machos 43%, hembras 46% en altura relativa). Los machos midieron en promedio 108.9 mm y las hembras 100.9 mm en la longitud del caparazón.
Los individuos se aparean de septiembre a junio, y los huevos son puestos de mayo a septiembre. Son puestos de 1 a 4 huevos a la vez, siendo 2 y 3 los más comunes, con un promedio de puesta de 2.3 huevos por puesta. Cerca de la mitad de las hembras pueden hacer una segunda puesta, y cerca de un tercio de las hembras hace una tercera puesta (Pritchard, 1979). La cópula puede ocurrir dentro o fuera del agua, el macho toma a la hembra con sus garras y en algunas ocasiones le muerde el cuello y la cabeza (Ernst y Barbour, 1989). Se reporta la reproducción anual regular para esta especie en un número pequeño de zoológicos (Anónimo, 1998). La cópula ocurre durante la parte más fría del año (otoño, invierno y primavera). Anidan de mayo a septiembre. Las puestas son de hasta 4 huevos, los cuales son sorprendentemente alargados (33 x 17 mm) para una tortuga, eclosionan al final del verano o principio de otoño (Lemos y Smith, 2007a). De acuerdo a la evaluación preliminar de reproducción de especies del apéndice I en cautiverio, se evaluó que T. coahuila no es difícil su reproducción. Se recolectó un ejemplar macho (holotipo) y 11 paratipos (seis machos y cinco hembras) durante la expedición en el norte de Coahuila entre 1938 y 1939 (Schmidt y Owens, 1944).

## Estado de conservación
Está considerada como Amenazada (A) por la NOM-059-SEMARNAT-2010; en el Apéndice I de CITES y como "en peligro" (EN) por la Unión Internacional de la Conservación de la Naturaleza (IUCN por sus siglas en inglés).

## Conservación
Se encuentra en el área natural protegida de Flora y Fauna Cuatro Ciénegas, en el Programa de Manejo Área de Protección de Flora y Fauna Cuatro Ciénegas , no hay un programa específico para la especie, la política de manejo en la zona de protección, es la de no permitir ninguna actividad que ponga en riesgo las especies de flora y fauna silvestres, en especial las consideradas bajo algún estatus de protección en la NOM-059-ECOL-2010. Una acción a mediano plazo es identificar las áreas de mayor relevancia, por la presencia de endemismos, especies amenazadas o en peligro de extinción dentro del componente de investigación y monitoreo.
El Plan Global para la Conservación de Tortugas Acuáticas, dentro de sus proyectos regionales presta atención a México, con particular interés en las especies Terrapene coahuila y Gopherus flavomarginatus (Turtle Conservation Fund, 2002).
En un estudio sobre patrones morfológicos y demográficos en poblaciones centrales contra periféricas, se reveló que el tamaño del cuerpo (longitud del caparazón) es significativamente mayor en individuos de la periferia, la variación en el tamaño de individuos en el rango geográfico de Terrapene coahuila, indica que las poblaciones centrales y periféricas debiesen conservarse para lograr el más amplio rango morfológico y potencial de diversidad genética (Howeth et al. 2004).
Las primeras opciones de conservación y desarrollo del área natural protegida se plasman en el programa de manejo emergente, elaborado como preámbulo hacia la definición del programa de manejo para el área de Cuatro Ciénegas, publicado en el Diario Oficial de la Federación el 24 de marzo de 2000, y representa el instrumento básico de trabajo de conservación y desarrollo del sitio importante para el Gobierno e instituciones nacionales e internacionales. El humedal de Cuatro Ciénegas está contemplado en un criterio de Ramsar 2 y 7 (Moncada et al. 2002).
Se cuantificó la variación morfológica y de radio sexual a siete poblaciones de Terrapene coahuila. En comparación la población periférica a la del núcleo reveló que el tamaño de cuerpo de T. coahuila (longitud de caparazón) es significativamente más grande en la periferia. Esta variación no está influenciada por el radio sexual. Comparaciones de estructura-tamaño, entre las tortugas existentes y caparazones recuperados no revelan patrones de mortalidad entre las poblaciones basadas en sitio o tamaño. Las fuertes tendencias en el tamaño del cuerpo sugieren que las poblaciones están respondiendo a diferentes presiones de selección existentes en hábitats periféricos y del núcleo. La variación en el tamaño de individuos del rango geográfico de Terrapene coahuila, indican que las poblaciones del núcleo y periferia deben conservarse para lograr el más amplio rango morfológico y de diversidad genética potencial, el resultado de este estudio puede ser útil en esfuerzos de conservación de la diversidad ante amenazas y extinción (Howeth et al. 2004).